# 佩萨尼亚
佩萨尼亚是巴西米纳斯吉拉斯州的一个市镇。总面积995.699平方公里，总人口17157人，人口密度17.2人/平方公里。